# Galassia Nana Irregolare del Sagittario
La Galassia Nana Irregolare del Sagittario (o SagDIG), da non confondersi con SagDEG (Galassia Nana Ellittica del Sagittario), è, tra le galassie del Gruppo Locale, la più lontana dal baricentro. La sua reale appartenenza al Gruppo Locale non è definitivamente accertata poiché si trova in prossimità della superficie a velocità zero del Gruppo.
Scoperta il 14 giugno 1977 analizzando un'immagine presa con il telescopio Schmidt dell'ESO, è una galassia nana posta in direzione della costellazione del Sagittario.
Data l'elevata presenza di stelle di popolazione intermedia si ritiene che abbia attraversato una lunga fase di formazione stellare. Sono state identificate 27 possibili stelle di carbonio. L'indice di metallicità è basso ([Fe/H] ≤ −1,3) e l'età media delle stelle oscilla tra i 4 e gli 8 miliardi di anni per la maggior parte della popolazione.